# ناوشکن آلمانی زد۴۵
ناوشکن آلمانی زد۴۵ (به انگلیسی: German destroyer Z45) یک کشتی بود که طول آن ۱۲۷ متر (۴۱۶ فوت ۸ اینچ) بود. این کشتی  در سال ۱۹۴۴ ساخته شد.